# Saunderseiland (Zuid-Georgia en de Zuidelijke Sandwicheilanden)

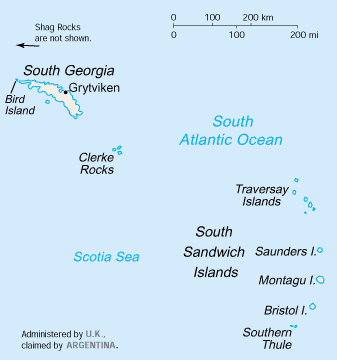

Het Saunderseiland is een onbewoond eiland in de Zuidelijke Sandwicheilanden, die op hun beurt deel uitmaken van het Britse territorium Zuid-Georgia en de Zuidelijke Sandwicheilanden.

## Geografie
Het eiland is gelegen tussen de Traversayeilanden in het noorden en het Montagu-eiland, het grootste van de Zuidelijke Sandwicheilanden, in het zuiden. Het eiland kent een koud klimaat en er komt bijna geen vegatatie voor.
Het hoogste punt van het Saunderseiland is de top van Mount Michael (990 m), een actieve stratovulkaan.